# Draco volans
El dragó volador (Draco volans) és una espècie de sauròpsid (rèptils) escatós de la família Agamidae endèmica de l'Àsia Sud-oriental.

## Taxonomia
Prèviament es considerava que es distribuïa pel conjunt de l'Àsia Sud-oriental, però estudis genètics han restringit aquesta espècie a les poblacions de les illes de Java i Bali. D'aquesta manera, les poblacions de la part continental de l'Àsia Sud-oriental, així com les de les illes de Sumatra, Borneo i Palawan corresponen a Draco sumatranus, mentre que les poblacions de les Illes Petites de la Sonda i de Sulawesi pertanyen a Draco boschmai.

## Distribució
Present únicament a les illes indonèsies de Java i Bali, on és una espècie àmpliament distribuïda i comuna.

## Morfologia
Té una longitud total de fins a 22 cm, dels quals 13 cm corresponen a la cua. Tant els mascles com les femelles tenen el cos de color canyella amb taques fosques disperses a l'esquena, així com un punt negre a la part posterior del cap.
De la mateixa manera que altres espècies del gènere Draco, pot planar utilitzant unes membranes de pell que actuen com unes ales i que s'anomenen patagi.
En el cas dels mascles, l'anvers del patagi és de color canyella a taronja amb bandes longitudinals negres. En el cas de les femelles, aquestes bandes no hi són presents, però en canvi, tenen marques fosques disposades irregularment. A més, els mascles presenten un plec gular punxegut de color groc, mentre que en les femelles aquest és petit, puntejat i de color blau.

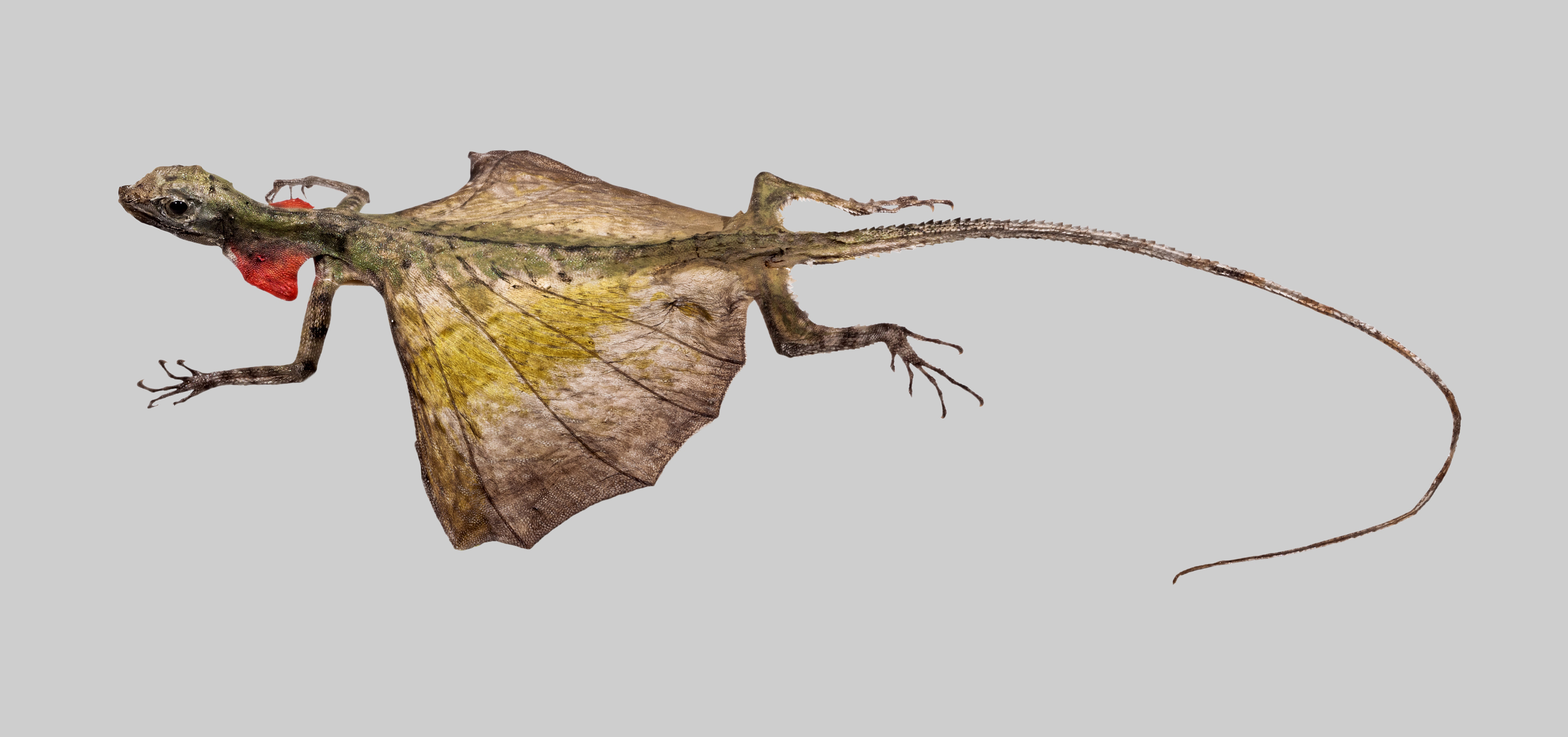
Espècimen preparat de dragó volador, Museu Estatal d'Història Natural de Karlsruhe, Alemanya

## Hàbitat
Boscos de terres baixes i submontans, així com àrees urbanes, on s'associa als troncs de grans arbres. Present des del nivell del mar fins als 1500 m d'altitud.

## Comportament i particularitats biològiques
Es tracta d'una espècie diürna, activa aproximadament des de les 8 h fins a les 11 h i a partir de les 13 h, per així evitar les hores de major radiació solar.
Una de les principals característiques d'aquesta espècie i d'altres de similars és la seva capacitat per "volar". Per tal d'aconseguir-ho, s'enfila dalt d'un arbre, es posa cap per avall i salta. Durant el vol, estén el patagi per planar fins al següent arbre o fins a terra. Aquest tipus de moviments estan associats a la locomoció, però no són utilitzats com a tècnica escapatòria. En aquest cas, quan se sent amenaçat, fuig escalant tronc amunt.
Els mascles són més actius que les femelles i la majoria són molt territorials. Aquests territoris inclouen dos o tres arbres, en els quals hi viuen de dues a tres femelles. Els mascles defensen activament els seus territoris d'altres mascles o altres espècies. Per això, poden desplegar part del plec gular o estendre parcialment el patagi. Per a atreure les femelles, agiten el cos, estenen completament tant el plec gular com el patagi o fan cercles al voltant seu.

### Reproducció
Les femelles ponen de dos a sis ous, amb un període d'incubació de 26 a 29 dies.

### Alimentació
S'alimenta de formigues i possiblement tèrmits.

## Galeria

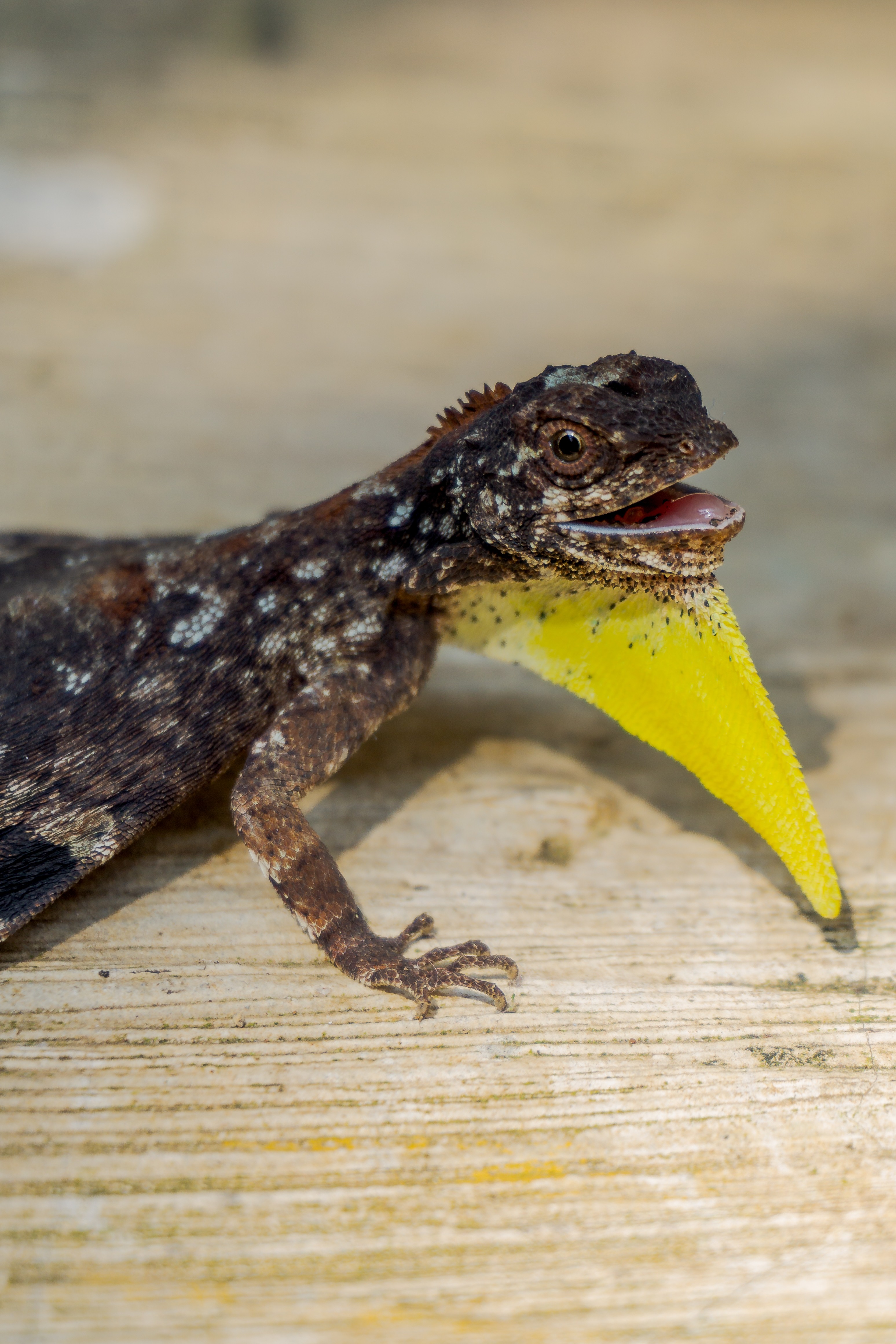
Detall d'un mascle amb el plec gular estès
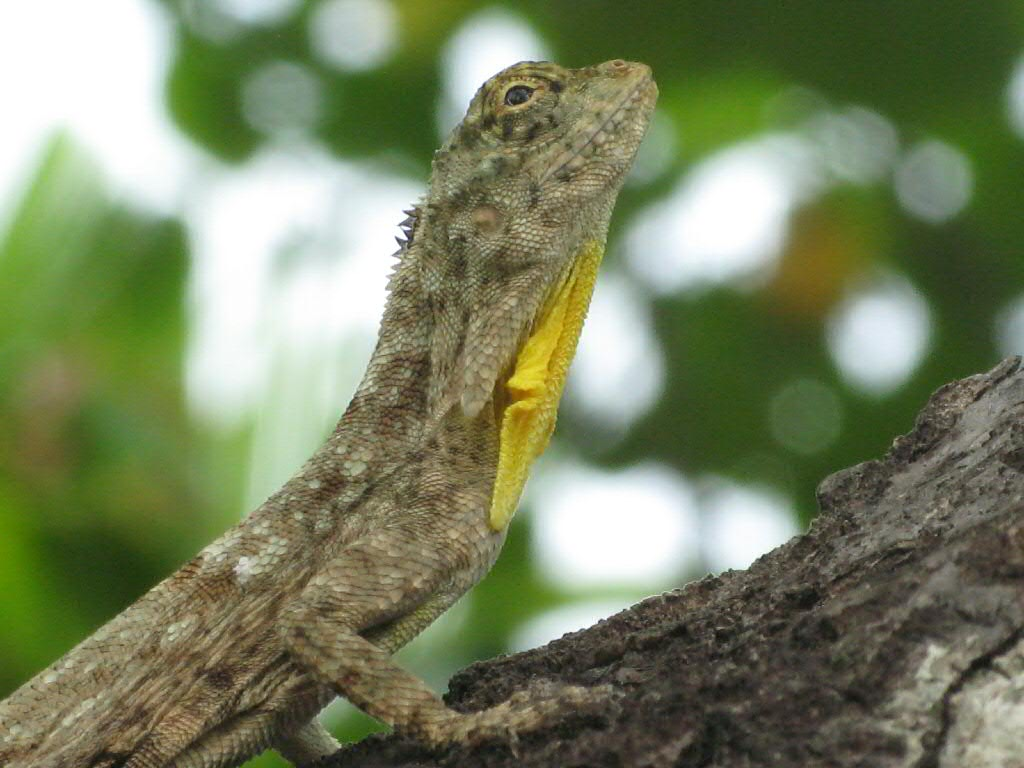
Detall d'un mascle amb el plec gular en repòs
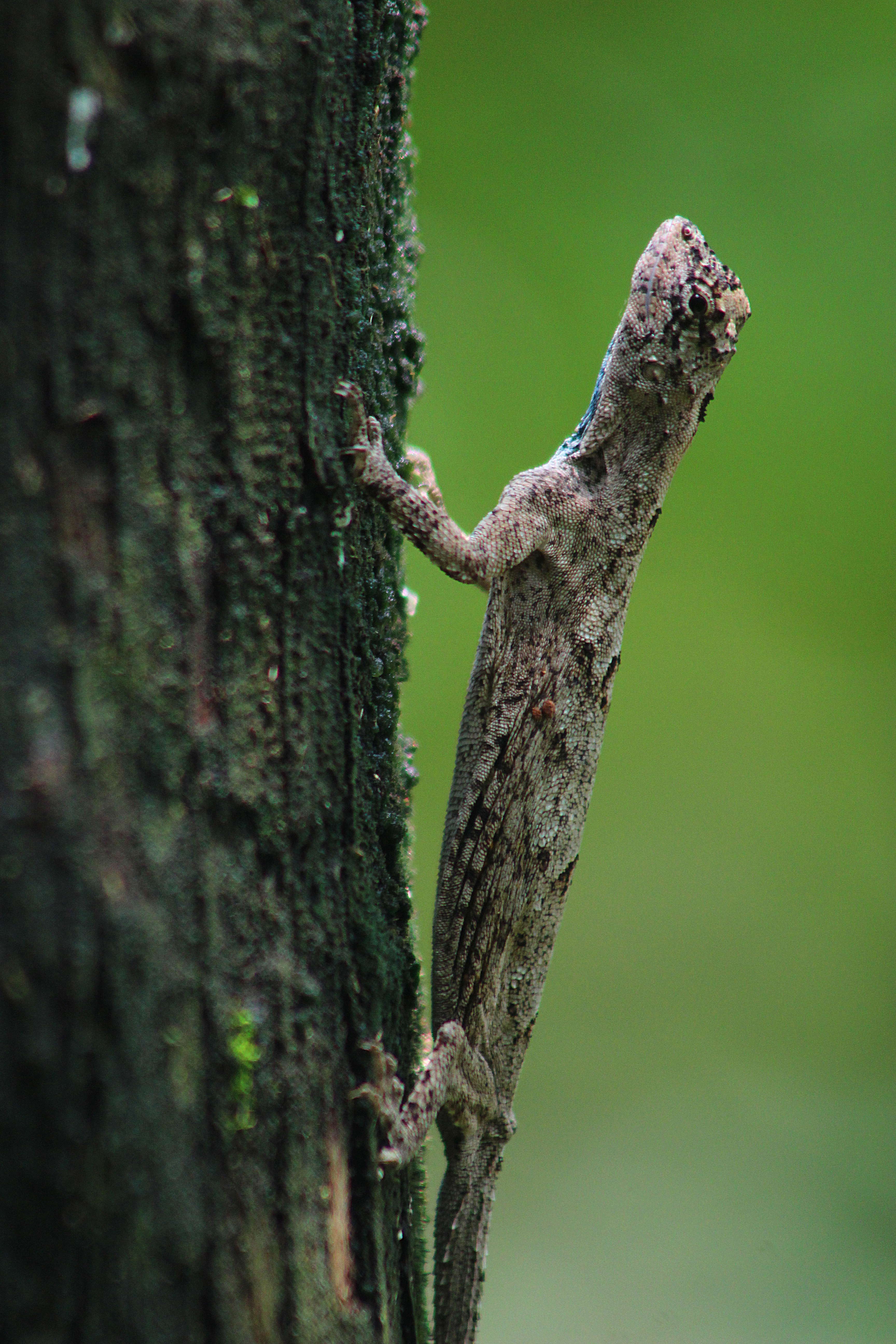
Femella